# スイス国鉄Ae3/6 I形電気機関車

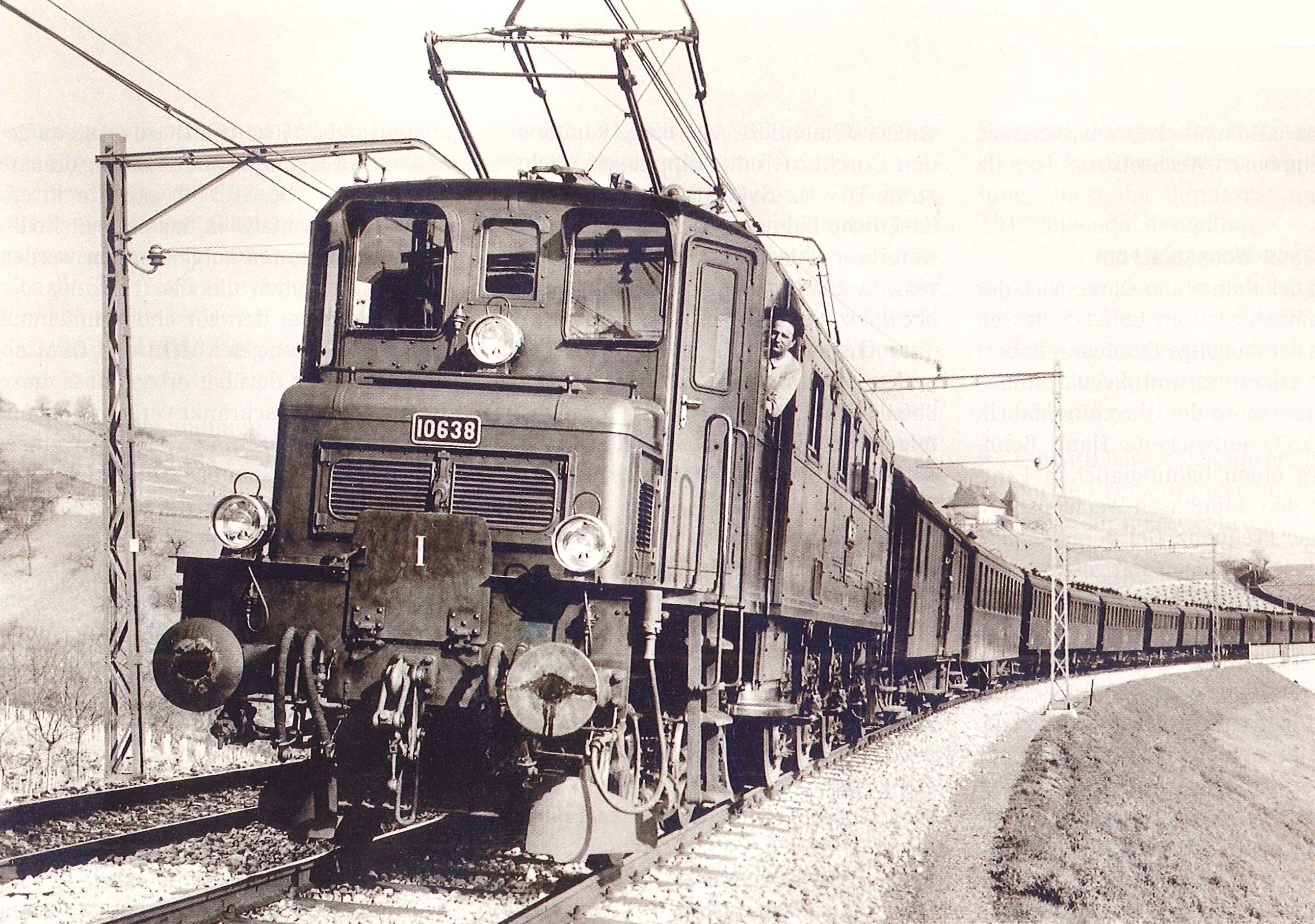
客車列車を牽引するAe4/6^{I} 10638号機、1925年頃

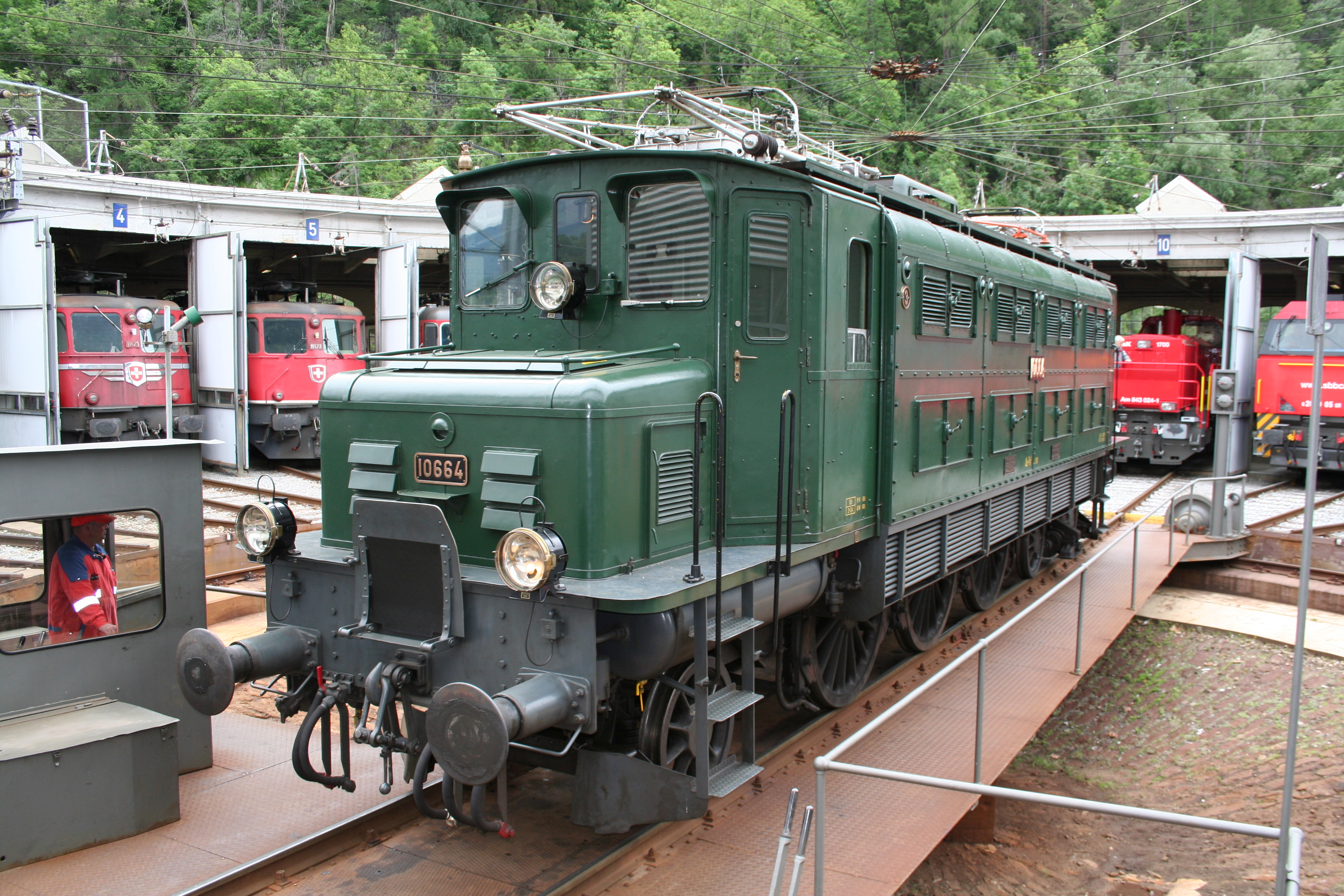
スイス国鉄により動態保存されているAe4/6^{I} 10664号機

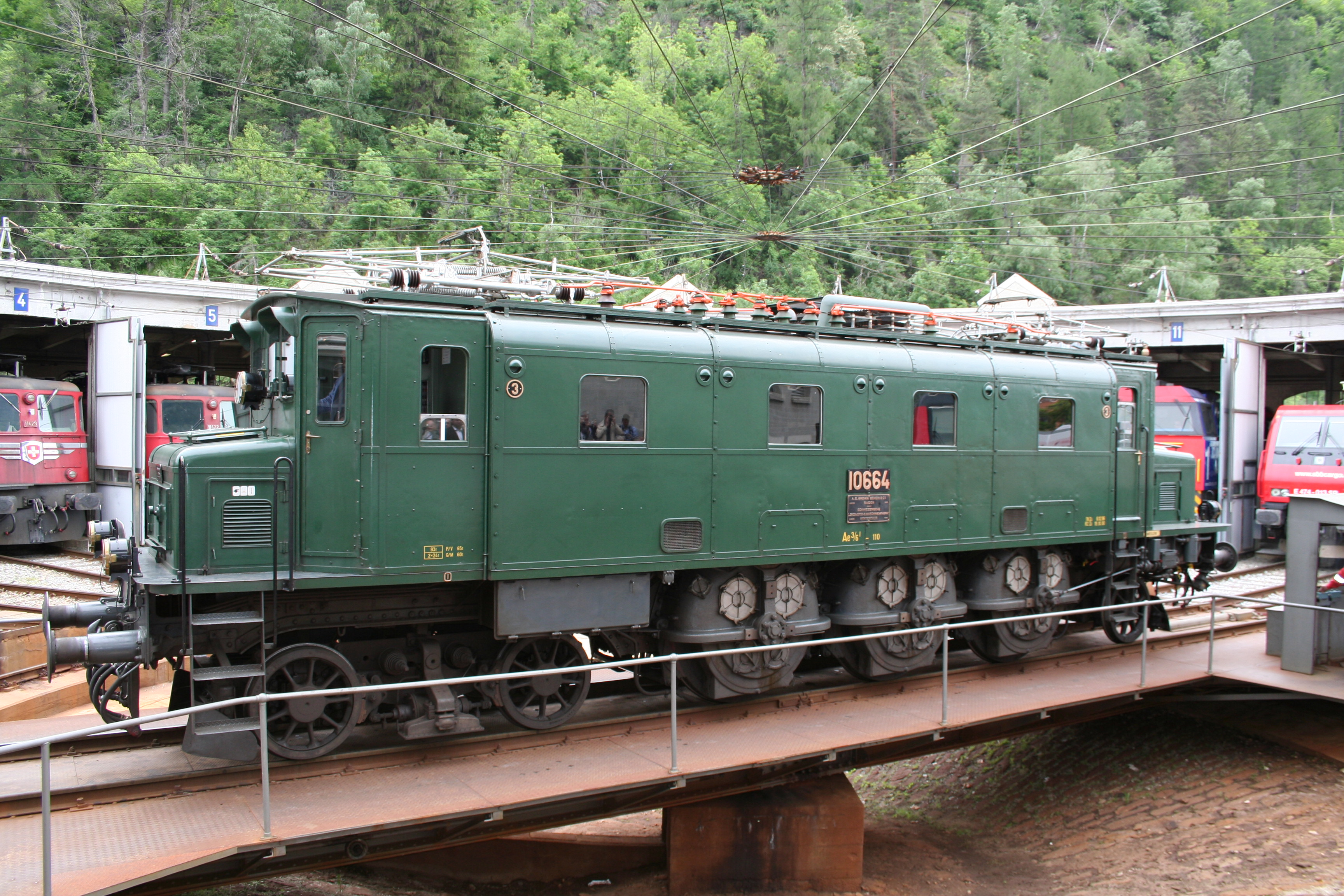
Ae3/6^{I} 10664号機、ブフリ式駆動装置側

スイス国鉄Ae3/6I形電気機関車（スイスこくてつAe3/6Iがたでんききかんしゃ）は、スイスのスイス連邦鉄道（SBB: Schweizerische Bundesbahnen、スイス国鉄）の主に平坦線で使用された本線用ブフリ駆動式電気機関車である。なお、本機はスイス国鉄の称号改正によりAe396形となったが、現車は廃車となるまで当初形式のAe3/6I形のままであった。

## 概要
スイス国鉄は1920年以降の電化に際して平坦線用の電気機関車として「動輪3軸で出力2000PS級、最高速度90km/h」の条件をBBCとMFO、SAASの3社に提示し、各社に提案を求めた。これに対してMFOは車軸配置2'Co'1でロッド駆動式のAe3/6II形、SAASは車軸配置1'Co'1でウエスティングハウス式クイル駆動のAe3/5形を提案したが、BBCが提案したのが車軸配置2'Co'1でブフリ駆動式の本機である。なお、いずれの形式も車体、機械部分、台車の製造はSLMが担当している。これら3形式の中で本機は最も成功した形式となり、最終的には114両が発注されてBBCだけでなくMFOやSAAS製の電機品を搭載した機体も製造されただけでなく、最も長く使用された形式ともなり、1980年代になるまで90両程度が稼動しており、最終的には1994年まで運用されていた。本機はブフリ駆動とタップ切換制御により、初期形の36両は1時間定格出力1470kW/牽引力82kN、後期形の78両は1635kW/牽引力86kNを発揮し、特に後期形の10637-10714号機は1937年に最高速度が110km/hまで引き上げられ、当時のスイス国鉄最速の機体となり、別名Ae3/6I-110と呼ばれていた。なお、それぞれの機番と製造年、機械品/電機品製造メーカーは下記のとおりである。

初期形
- 10601-10604 -  1921年 - SLM/BBC
- 10605-10608 - 1922年 - SLM/BBC
- 10609-10614 - 1923年 - SLM/BBC
- 10615-10626 - 1924年 - SLM/BBC
- 10627-10636 - 1925年 - SLM/BBC

後期形
- 10637-10651 - 1925年 - SLM/BBC
- 10652-10676 - 1926年 - SLM/BBC
- 10677-10686 - 1927年 - SLM/BBC
- 10687-10703 - 1927年 - SLM/MFO
- 10704-10712 - 1928年 - SLM/MFO
- 10713,10714 - 1929年 - SLM/SAAS

## 仕様

### 車体
- 車体は車体端を絞り、機械室部分と運転室部分に段差があるこの時代のスイス製電気機関車の標準スタイルで、前後に長さ1.2m程度の小形のボンネットを持ったデザインである。
- 正面は運転室窓2枚の間に小窓が設置され、10676号機までは運転室窓に庇が付き、10677号機以降は屋根が延長されて庇となっている。また、正面窓間とデッキ上左右の3箇所に丸型の前照灯が設置されている。連結器は車体取付のねじ式連結器で緩衝器（バッファ）が左右、フック・リングが中央にあるタイプであり、一部の機体はその上に連結間の渡り板を設置している。
- 屋根上には大形のパンタグラフが2基設置され、機械室部分側面にはブフリ駆動装置側に採光窓が並び、反対側は点検口および通気口が並んでおり、これらの側面壁は機器載替等を考慮して全面取外式となっている。
- 運転室にはスイスやドイツで一般的な円形のハンドル式のマスターコントローラーが設置され、乗務員室扉は運転席横および運転席反対側の隅部のデッキ出入用の2箇所に設置、運転室側面の窓は下降式である。
- 製造時はスイス国鉄標準の茶色車体で、車体側面中央と正面ボンネット部に機番のプレートが設置され。屋根および屋根上機器がライトグレー、床下機器と台車は黒であった。なお、車体に装飾用の金線を入れた機体もあった。
- その後以降順次車体が緑色となり、1956年の10714号機を最後に全機が緑色塗装となった。

### 走行機器
- 制御方式はタップ切換制御を採用し、力行18段で118Vから630Vまで主電動機の電圧を制御する。主変圧器は油冷式の容量1500kVA、重量11tのもので、反ブフリ駆動装置側の車体下部に油冷却パイプを設置している。変圧器、タップ切換器、オイルポンプ、主電動機冷却ファン、電動空気圧縮機等の主要機器は車体内の機械室内に、空気タンクなど床下に設置されている。
- ブレーキ装置はウェスティングハウスの空気ブレーキと手ブレーキを装備し、空気ブレーキは動輪と2軸先台車に、手ブレーキは動輪のみに作用する。
- 軸配置は2'Co'1で2軸先台車と1軸先台車および動輪3軸から構成され、先輪径は950mm、動輪径は1610mmのいずれもスポーク車輪であり、第2動輪に左右各10mm、2軸先台車に各80mm、1軸先台車に70mm（10617号機以降）または各83mm（10616号機まで）の横動量が与えられていた。
- 駆動装置はBe2/5形やAe4/8形で実用試験がされていたブフリ式駆動装置で、この方式は主電動機を車体台枠上に設置し、有効景04mmの小歯車から歯車比2.57の1段減速で有効径1296mmの大歯車を駆動し、大歯車からリンクとギヤで変位を吸収しながら動輪に動力を伝達する方式で、動輪から大歯車までをバネ上重量とすることができた。外観上では、この装置を収納するカバーが動輪の片側を覆うため、片側の側面では動輪はカバーに覆われており、反対側では動輪がそのまま見えるという非対称の側面となるのが特徴であった。
- 駆動装置が動輪の片側に設置されるため、左右の重量アンバランスの解消のために機器室の駆動装置側は通路とし、駆動装置と反対側および主電動機上部に機器を設置しており、大形で重量のある主変圧器は2軸先台車上に設置されていた。
- 主電動機は交流整流子電動機で、10636号機までが1時間定格出力は490kW×3台、連続定格出力425kW×3台、10637号機以降は1時間定格出力は545kW×3台、連続定格出力480kW×3台の補極付となっており、冷却は冷却ファンによる強制通風で、機械室内に設置された冷却ファンから冷却気が送風される。なお、冷却風は反駆動装置側の側面のルーバーより採り入れられる

### 主要諸元
- 軌間：1435mm
- 電気方式：AC15kV 16.7Hz 架空線式
- 最大寸法：全長14700mm(10601-636、10677-714)/14760mm(10637-676)、全高4560mm（パンタグラフ折畳時）
- 軸配置：2'Co'1
- 全軸距：10700mm(10601-636)/10725mm(10637-714)
- 動輪径：1610mm
- 先輪径：950mm
- 減速比：2.57
- 動輪中心間距離：2000mm×2
- 先台車軸距：2150mm
- 運転整備重量：92.3t(10601-636)/94.8t(10637-676)/95.5t(10677-686、713、714)/93.8t(10687-712)
- 動輪周上重量：55.3t(10601-636)/55.9t(10637-676)/56.1t(10677-686、713、714)/54.8t(10687-712)
- 走行装置
  - 主制御装置：低圧タップ切換制御
  - 主電動機：交流整流子電動機×3台
  - 主電動機出力：1時間定格出力490kW、連続定格出力425kW(10601-636)/1時間定格出力545kW、連続定格出力480kW(10637-714)
- 牽引力
  - 牽引力：1時間定格82kN、最大137kN(10601-636)/86kN、147kN(10637-714)
  - 牽引トン数：722t（10パーミル、10601-636）
- 定格速度：1時間定格62km/h、連続定格65km/h(10601-636)/1時間定格65km/h、連続定格68km/h(10637-714)
- 最高速度：90km/h（製造時）、100km/h（1928年以降）、110km/h（11637号機以降のみ、1937年以降）
- ブレーキ装置：手ブレーキ、空気ブレーキ

## 運行・廃車
- スイス国鉄の主に平坦線で使用されていた。
- 1935年からはジュネーヴとチューリッヒ間の急行列車にも使用されるなど各地の急行列車にも使用されていたが、110km/h機と100km/h機では運用が分けられていた。
- 1960年代頃には、ブフリ駆動装置の改良や、主開閉器の油遮断器から空気遮断器に変更、バッファの交換などの近代化、更新工事を受けながら使用されていた。
- 1946年から軸配置Bo'Bo'でBBCのスプリングドライブ式駆動のRe4/4I形が使用されるようになると本機は他の旧型機を置換える形で普通旅客列車や貨物列車で使用されるようになった。
- 1978年時点では89両が稼動していたが、その後1982年以降はRBDe560形電車によるNPZ[8]により置換えられる形で1994年までに順次廃車となった。
- 現在では10664号機と10700号機がスイス国鉄により歴史的機関車として残されているほか、10601、10639、10693号機が民間の所有となっている。